# Castel Lagopesole
Castel Lagopesole (comunemente detta Lagopesole, Lu Quastiéddë in dialetto aviglianese) è una frazione di Avigliano, in provincia di Potenza, che conta 721 abitanti. Lagopesole è nota per il suo passato svevo, legata alle figure di Federico II e di suo figlio Manfredi e per le vicende legate al capobrigante Carmine Crocco.

## Geografia fisica

### Geografia fisica
Lagopesole è situata su una collina di 829 metri di altezza sul livello del mare, sovrasta la sottostante Valle di Vitalba. Dal rilievo sul quale sorge il famoso castello è possibile scorgere con nitidezza il Monte Vulture. Nella frazione era presente il lago Pesole.
La frazione è circondata da una folta vegetazione boschiva costituita prevalentemente da alberi di cerro, pini e querce.

### Clima
Il clima del territorio del comune di Avigliano è tipicamente continentale. Gli inverni sono freddi e caratterizzati da copiose precipitazioni nevose. Il periodo estivo gode di temperature miti.

## Storia
L'origine del nome deriva dalla presenza del lago omonimo nei pressi dell'abitato (Lacus Pensilis), prosciugato all'inizio del Novecento. Lagopesole, tra l'VIII e il X secolo, svolse una funzione militare per il controllo dell'antico tracciato della via Herculea, che collegava Melfi a Potenza. Il centro fu conquistato dai saraceni, i quali, per diversi storici, iniziarono a costruire il castello. La struttura subì ampliamenti da parte dei normanni e ivi venne ospitato Ruggero II nel 1129, il papa Innocenzo II (che nel 1137 si riconciliò con l'abate Rinaldo di Montecassino) e l'imperatore Lotario II.
In epoca sveva, Lagopesole (assieme a Melfi e Palazzo San Gervasio) fu residenza di caccia di Federico II. Il sovrano fece ampliare il castello dal 1242 al 1250, probabilmente l'ultima fase di costruzione del maniero. Il figlio Manfredi vi soggiornò diverse volte tra il 1259 e il 1265. Decaduta la dinastia sveva, ci fu l'insediamento da parte degli angioini, rendendo Lagopesole la loro residenza estiva.
Dopo gli angioini, la frazione iniziò a vivere un periodo di decadenza. Divenne feudo dei Caracciolo nel 1416 e poi dei Doria nel 1530 che ne rimasero i legittimi proprietari fino al 1969. Durante il brigantaggio, Lagopesole fu assediata dalle bande di Carmine Crocco e il castello divenne il loro rifugio. Dopo la fine della seconda guerra mondiale, la frazione fu in corsa con Filiano (allora frazione) per diventare comune autonomo dalla città di Avigliano. Nel 1951 la scelta cadde su Filiano.

## Luoghi di principale interesse

### Castello
Alla sommità di Lagopesole si trova un castello, attribuito a Federico II e costruito probabilmente fra il 1242 ed il 1250 (sebbene altri ritengano che risalga all'epoca normanna, o ancor prima a quella saracena). Una peculiarità che contraddistingue questo castello da tutti gli altri attribuiti a Federico II di Svevia è la presenza, al suo interno, di una chiesa vera e propria (non una semplice cappellina, unico esempio, appunto, tra tutti quelli risalenti a quell'epoca imperiale), in un austero stile romanico, che i restauri effettuati negli ultimi anni del XX secolo hanno portato alla luce e consegnato ai posteri nel suo originario splendore. Nell'Ottocento il castello fu rifugio dei briganti, capeggiati da Carmine "Donatelli" Crocco, che il 7 aprile 1861 lo occupò con altri 400 briganti. Su di esso, come su altri castelli lucani, si sono tramandate disparate leggende.

### Il mondo di Federico
All'interno delle stanze del castello è possibile visitare il "Mondo di Federico II" un museo virtuale che permette di immergersi nel tempo e nello spazio alla scoperta del “primo uomo moderno sul trono” che ha contraddistinto e caratterizza ancora la storia del Mezzogiorno d’Italia: tra intrighi e segreti si viene immersi nella vita di corte, si entra nelle locande, si passeggia nei mercati e si arriva ad incontrare lo stesso Imperatore che in prima persona parla della sua vita.

### Museo etnografico
Allestito presso l'Istituto Professionale per l'Agricoltura e l'Ambiente di Lagopesole raccoglie 
testimonianze della civiltà contadina locale, offrendo un immaginario di quelli che erano gli usi, i costumi, le tradizioni, le arti e i mestieri della popolazione castellana. Attraverso la visione di questi reperti si può capire e vivere l'atmosfera, i valori e i principi che hanno caratterizzato la civiltà contadina locale.

## Cinema e televisione
Nel cortile del castello di Lagopesole è stata girata la scena del sinedrio del film Il Vangelo secondo Matteo (1964) di Pier Paolo Pasolini. Il regista ha utilizzato attori non professionisti scelti tra la popolazione del borgo medioevale. Il maniero è stato altresì una delle location del film Sexum superando - Isabella Morra (2005) di Marta Bifano.
Nel 2012 ha ospitato le riprese della miniserie televisiva Il generale dei briganti di Paolo Poeti.
Nel 2020 vi è stata girata una breve parte del reality show Celebrity Hunted: Caccia all'uomo, in quanto la coppia composta da Fedez e Luis Sal vi ha trovato rifugio, grazie al padre di Fedez, che qui è nato e cresciuto.

## Infrastrutture e trasporti
La stazione ferroviaria di Castel Lagopesole (linea Potenza-Melfi-Foggia) si trova a 3,4 km, nella frazione aviglianese di Sarnelli.
La frazione è servita anche da una superstrada che collega Potenza alla Superstrada Bradanica presso Melfi.

## Sport
La principale società sportiva locale è L'A.C. Lagopesole 1951. Dal suo esordio ufficiale nella stagione 1951-52, nel campionato lucano di Seconda Divisione, ha ininterrottamente militato nei campionati di calcio organizzati dal comitato regionale Basilicata. Da ricordare il primo posto ottenuto alla fine dell'annata 1994-95 nel campionato regionale di Promozione e la partecipazione nella stagione successiva al campionato regionale di Eccellenza. Il 24 maggio 2008 la società calcistica è stata insignita del diploma di benemerenza per i 50 anni di calcio dalla FIGC-LND. I colori sociali sono il giallo e il blu e gioca le partite casalinghe nello stadio comunale di Filiano.